# Muse Sick-n-Hour Mess Age
Muse Sick-n-Hour Mess Age è il quinto album in studio del gruppo hip hop statunitense Public Enemy pubblicato dalla Def Jam Recordings nel 1994.

## Tracce
1. Whole Lotta Love Goin on in the Middle of Hell – 3:12
2. Commercial 1 – 0:28
3. Give it Up – 4:31
4. What Side You On? – 4:07
5. Bedlam 13:13 – 4:06
6. Stop in the Name... – 1:21
7. What Kind of Power We Got? – 5:30
8. So Whatcha Gone Do Now? – 4:41
9. White Heaven/Black Hell – 1:06
10. Race Against Time – 3:21
11. They Used to Call it Dope – 0:29
12. Aintnuttin Buttersong – 4:23
13. Live and Undrugged (Pt. 1-2) – 5:54
14. Thin Line Between Law & Rape – 4:45
15. I Ain't Mad at All – 3:24
16. Death of a Carjacka – 2:00
17. I Stand Accused – 3:56
18. Godd Complexx – 3:40
19. Hitler Day – 4:27
20. Commercial 2 – 2:55
21. Living in a Zoo – 3:37